# Горобець сірий
Горобець сірий (Passer swainsonii) — вид горобцеподібних птахів родини горобцевих (Passeridae).

## Назва
Вид названо на честь англійського натураліста та ілюстратора Вільяма Джона Свенсона (1789–1855)

## Поширення
Вид поширений в Східній Африці, головним чином, на Ефіопському нагір'ї. Трапляється в Еритреї, Ефіопії, на південному сході Судану, сході Південного Судану, в Джибуті, на півночі Сомалі та півночі Кенії. Населяє гірські райони, болота, відкриті лісові масиви, савани та чагарникові луки на висотах від 1200 до 4500 м над рівнем моря.